# Ken Lerner
Kenneth Lerner (Brooklyn, 27 maggio 1948) è un attore statunitense.

## Filmografia parziale

### Cinema
- Attenti a quella pazza Rolls Royce (Grand Theft Auto), regia di Ron Howard (1977)
- Fai come ti pare (Any Which Way You Can), regia di Buddy Van Horn (1980)
- Vertenza inconciliabile (Irreconcilable Differences), regia di Charles Shyer (1984)
- L'ammiratore segreto (Secret Admirer), regia di David Greenwalt (1985)
- Fuga dal futuro - Danger Zone (Project X), regia di Jonathan Kaplan (1987)
- L'implacabile (The Running Man), regia di Paul Michael Glaser (1987)
- Poliziotto sadico (Maniac Cop), regia di William Lustig (1988)
- Hit List - Il primo della lista (Hit List), regia di William Lustig (1989)
- Senza limiti (Relentless), regia di William Lustig (1989)
- I favolosi Baker (The Fabulous Baker Boys), regia di Steve Kloves (1989)
- Legami di famiglia, regia di Jonathan Kaplan (1989)
- RoboCop 2, regia di Irvin Kershner (1990)
- L'esorcista III (The Exorcist III), regia di William Peter Blatty (1990)
- Fast Getaway - In fuga con papà (Fast Getaway), regia di Spiro Razatos (1991)
- Un medico, un uomo (The Doctor), regia di Randa Haines (1991)
- Abuso di potere (Unlawful Entry), regia di Jonathan Kaplan (1992)
- La notte della verità, regia di Yves Simoneau (1993)
- Ancora in fuga con papà (Fast Getaway II), regia di Oley Sassone (1994)
- Effetti collaterali (Senseless), regia di Penelope Spheeris (1998)
- Godzilla, regia di Roland Emmerich (1998)
- Storia di noi due (The Story of Us), regia di Rob Reiner (1999)
- National Security - Sei in buone mani (National Security), regia di Dennis Dugan (2003)
- Undisputed II: Last Man Standing, regia di Isaac Florentine (2006)
- Bayou Caviar - Il prezzo da pagare (Bayou Caviar), regia di Cuba Gooding Jr. (2018)

### Televisione
- Happy Days – serie TV, 10 episodi (1975-1983)
- A-Team (The A-Team) – serie TV (1985)
- Troppo forte! (Sledge Hammer!) – serie TV, episodio 1x11 (1986)
- Cuori senza età (The Golden Girls) – serie TV, un episodio (1990)
- Buffy l'ammazzavampiri (Buffy the Vampire Slayer) – serie TV, 4 episodi (1997)
- Friends – serie TV, un episodio (2003)
- Scrubs - Medici ai primi ferri (Scrubs) – serie TV, un episodio (2005)
- NCIS - Unità anticrimine (NCIS) – serie TV, un episodio (2006)
- Desperate Housewives – serie TV, 2 episodi (2009)
- Due uomini e mezzo (Two and a Half Men) – serie TV, un episodio (2009)
- The Mentalist – serie TV, un episodio (2011)
- The Big Bang Theory – serie TV, un episodio (2012)
- Anger Management – serie TV, un episodio (2013)
- Silicon Valley – serie TV, un episodio (2016)
- The Goldbergs – serie TV (2017-2023)
- Dahmer - Mostro: la storia di Jeffrey Dahmer (Dahmer - Monster: The Jeffrey Dahmer Story) – serie TV, un episodio (2022)

## Doppiatori italiani
Nelle versioni in italiano delle opere in cui ha recitato, Ken Lerner è stato doppiato da:
- Mino Caprio in Abuso di potere, Ancora in fuga con papà, Scrubs - Medici ai primi ferri
- Emidio La Vella in CSI - Scena del crimine, NCIS - Unità anticrimine, Grace and Frankie
- Stefano De Sando in Pazzo pranzo di famiglia, The Big Bang Theory
- Gil Baroni in Happy Days (ep. 3x06, 3x09)
- Guido Sagliocca in Happy Days (ep. 4x01-4x03)
- Carlo Marini in L'ammiratore segreto
- Paolo Buglioni ne I favolosi Baker
- Gianfranco Bellini in RoboCop 2
- Pino Ammendola in Fast Getaway - In fuga con papà
- Franco Mannella in Buffy l'ammazzavampiri
- Maurizio Reti in Storia di noi due
- Massimo Milazzo in Will & Grace
- Sandro Iovino in Friends
- Dario De Grassi in Desperate Housewives - I segreti di Wisteria Lane
- Roberto Accornero in Undisputed II: Last Man Standing
- Stefano Mondini in Due uomini e mezzo
- Pieraldo Ferrante in Castle
- Pietro Ubaldi in The Goldbergs
- Nicola Braile in Bayou Caviar - Il prezzo da pagare
- Maurizio Fiorentini in Feud
- Paolo Maria Scalondro in Dahmer - Mostro: la storia di Jeffrey Dahmer